# Andreas Lundstedt
Björn Helge Andreas Lundstedt, född 20 maj 1972 i Östuna församling, Uppsala län, är en svensk sångare och musikalartist. Han var medlem i musikgruppen Alcazar som han var med och grundade 1998.

## Biografi
Lundstedt växte upp i Knivsta och började sin karriär som tonåring i gruppen Stage Four tillsammans med Peter Jöback, Lisa Nilsson och Lizette Pålsson. Han bodde i New York 1992–1995 och studerade dans.
År 1998 bildade Lundstedt gruppen Alcazar tillsammans med Tess Merkel och Annika Kjærgaard. År 2002 gick även Lundstedts dåvarande pojkvän Magnus Carlsson med i bandet. Alcazar hade stora framgångar med flera internationella radiohits under 2000-talet. Sedan 2007 har Alcazar bestått av Andreas Lundstedt, Tess Merkel och Lina Hedlund. Andreas Lundstedts bror, Fredrik Lundstedt, var också medlem i Alcazar under en period som DJ och koreograf.  
Andreas Lundstedt har deltagit i Melodifestivalen flera gånger. Första gången var som soloartist 1996 med låten Driver dagg faller regn som kom tvåa. Han deltog därefter i Melodifestivalen 1997 med låten Jag saknar dig, jag saknar dig, i Melodifestivalen 2007 med låten Move och i Melodifestivalen 2012 med låten Aldrig aldrig. Tillsammans med Alcazar har han deltagit i tävlingen fem gånger. Han kommer tillbaka till Melodifestivalen 2025 med låten Vicious.
Lundstedt tävlade för Schweiz i finalen av Eurovision Song Contest 2006 i Aten. Där var han en av sex medlemmar i supergruppen Six4one, specialbildad för 2006 års tävling med sex olika artister från sex olika länder. Låten de framförde hette "If we all give a little" och skrevs av tyske stjärnkompositören Ralph Siegel. Gruppen placerade sig på 17:e plats.
Hösten 2005 och våren 2006 spelade han huvudrollen i musikalen Saturday Night Fever på Oscarsteatern i Stockholm.
Hösten 2007 debuterade Lundstedt som programledare för underhållningsprogrammet Ranking the stars som sändes på Kanal 5. Han har även själv varit deltagare i många underhållningsprogram såsom Körslaget, Berg flyttar in, Högsta Domstolen, Så ska det låta och Allsång på Skansen.
Lundstedt var en av deltagarna i 2020 års säsong av Let's Dance. Han dansade tillsammans med Tobias Bader och blev utröstad i det tredje avsnittet.
Under hösten 2024 var Lundstedt en av deltagarna i den femtonde säsongen av TV4s underhållningsprogram Så mycket bättre.

### Privatliv
I december 2007 gick Andreas Lundstedt ut med att han har HIV. 2010 var han sommarpratare i Sommar i P1 och pratade bland annat om sitt liv med HIV. Programmet slutade med att Lundstedt friade till sin dåvarande sambo Niklas Hogner. Sedan 2020 är Lundstedt gift med musikalartisten Daniel Mitsogiannis.

## Teater

### Roller (ej komplett)
| År   | Roll          | Produktion                                                                            | Regi             | Teater        |
| ---- | ------------- | ------------------------------------------------------------------------------------- | ---------------- | ------------- |
| 1992 |               | Ryck mig i slipsen Staffan Götestam och Sture Nilsson                                 | Staffan Götestam | Göta Lejon    |
| 2005 | Tony Manero   | Saturday Night Fever Nan Knighton, Arlene Phillips, Paul Nicholas och Robert Stigwood | TJ Rizzo         | Oscarsteatern |
| 2011 | Emmet Forrest | Legally Blonde Heather Hach, Laurence O'Keefe och Nell Benjamin                       | Anders Albien    | Nöjesteatern  |
| 2021 | DJ Monty      | Saturday Night Fever Robert Stigwood                                                  | Anders Albien    | Chinateatern  |

## Bilder ur karriären

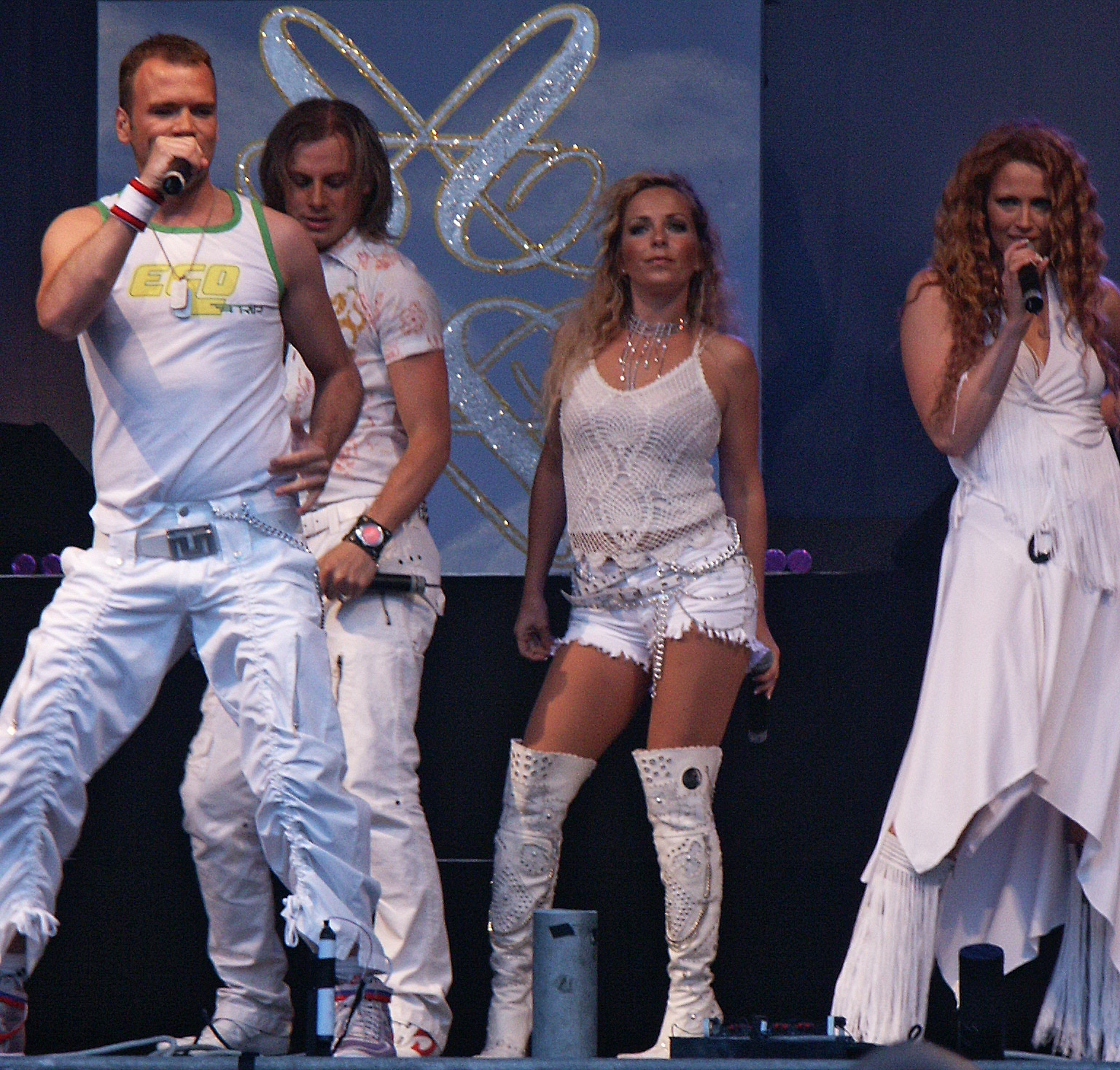
Alcazar i Borås 2004.
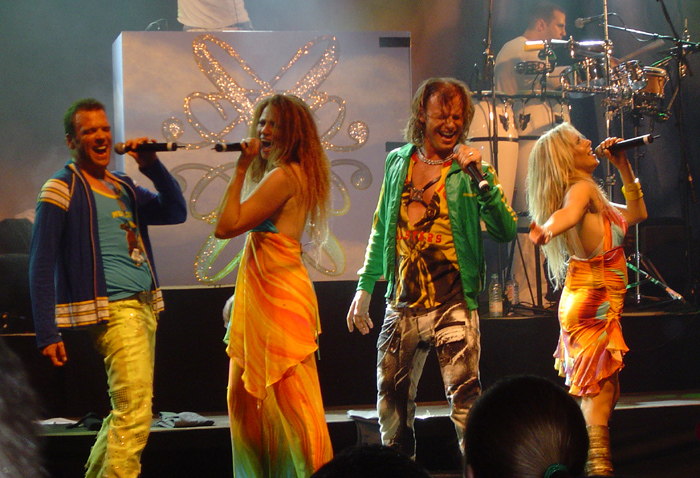
Alcazar sommarturné 2004.
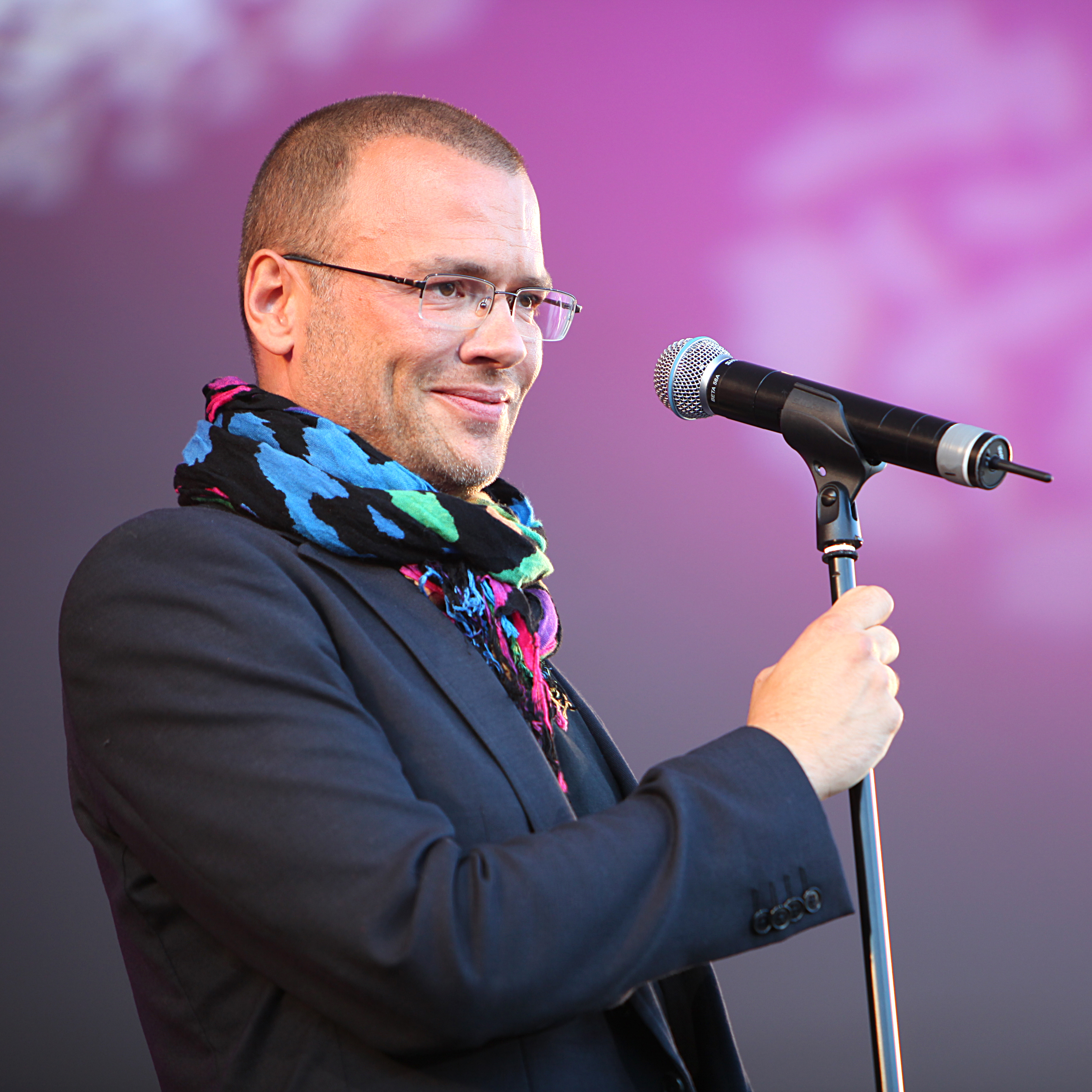
Stockholm Pride 2009.
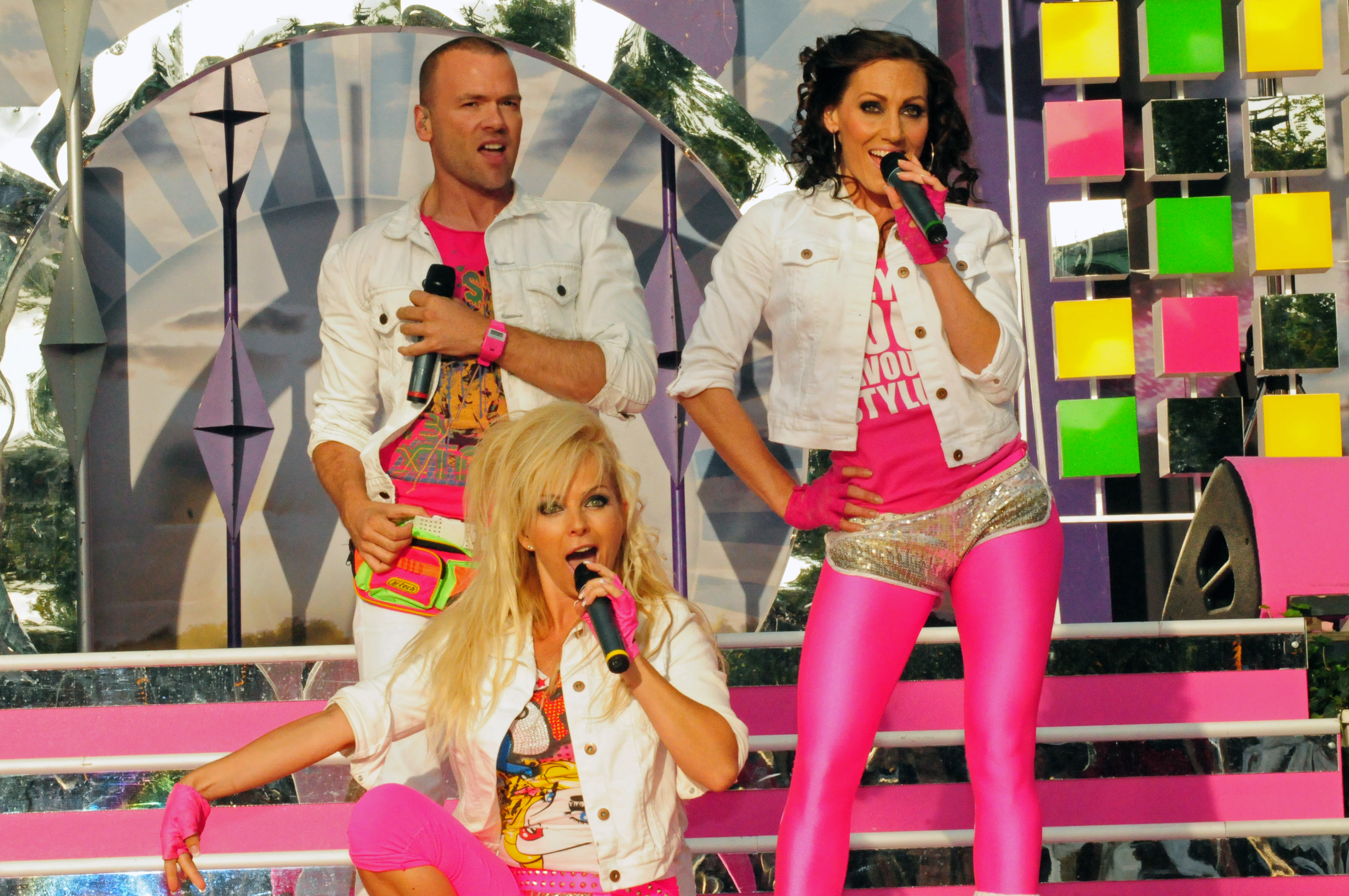
Sommarkrysset 2009.
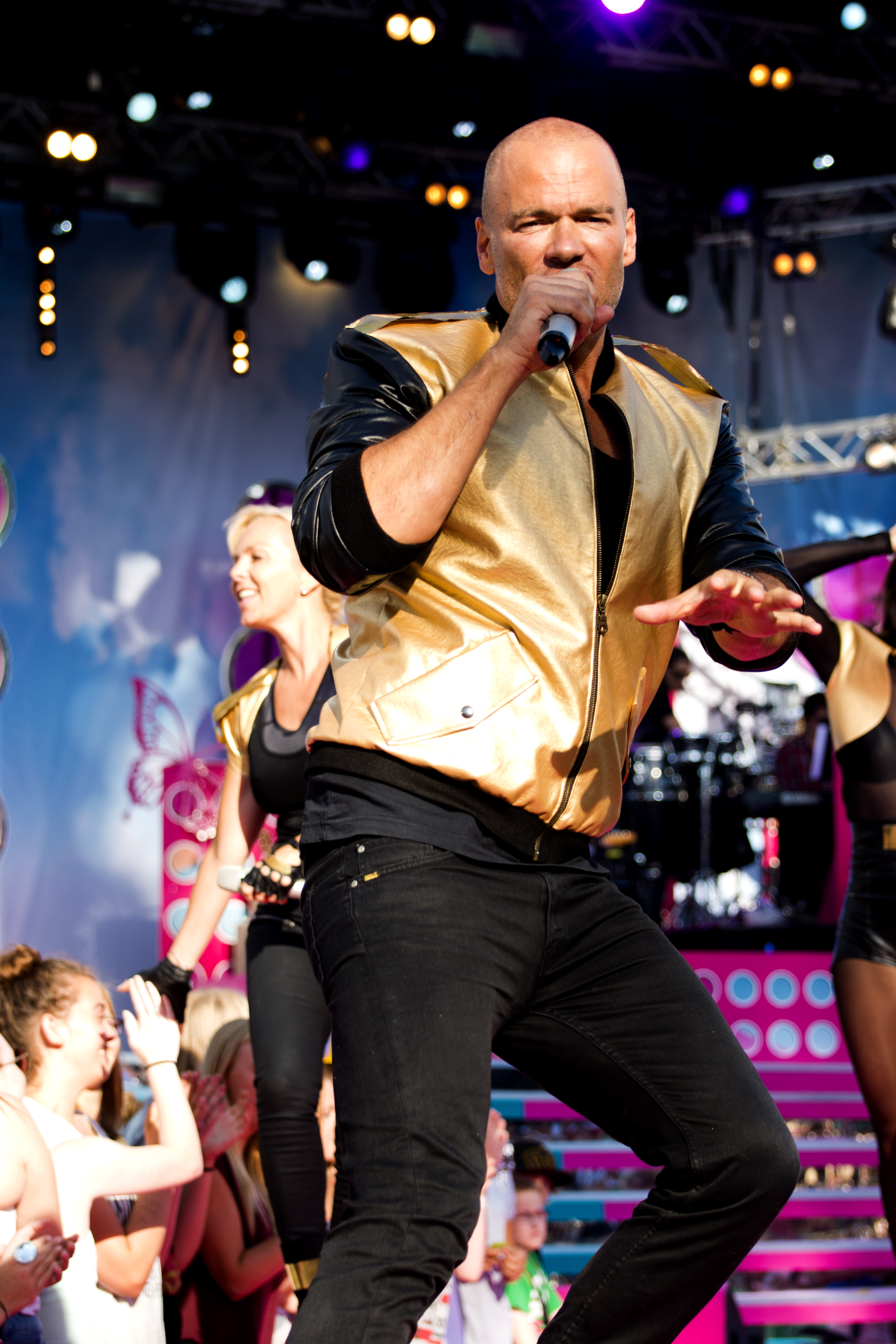
Sommarkrysset 2013.
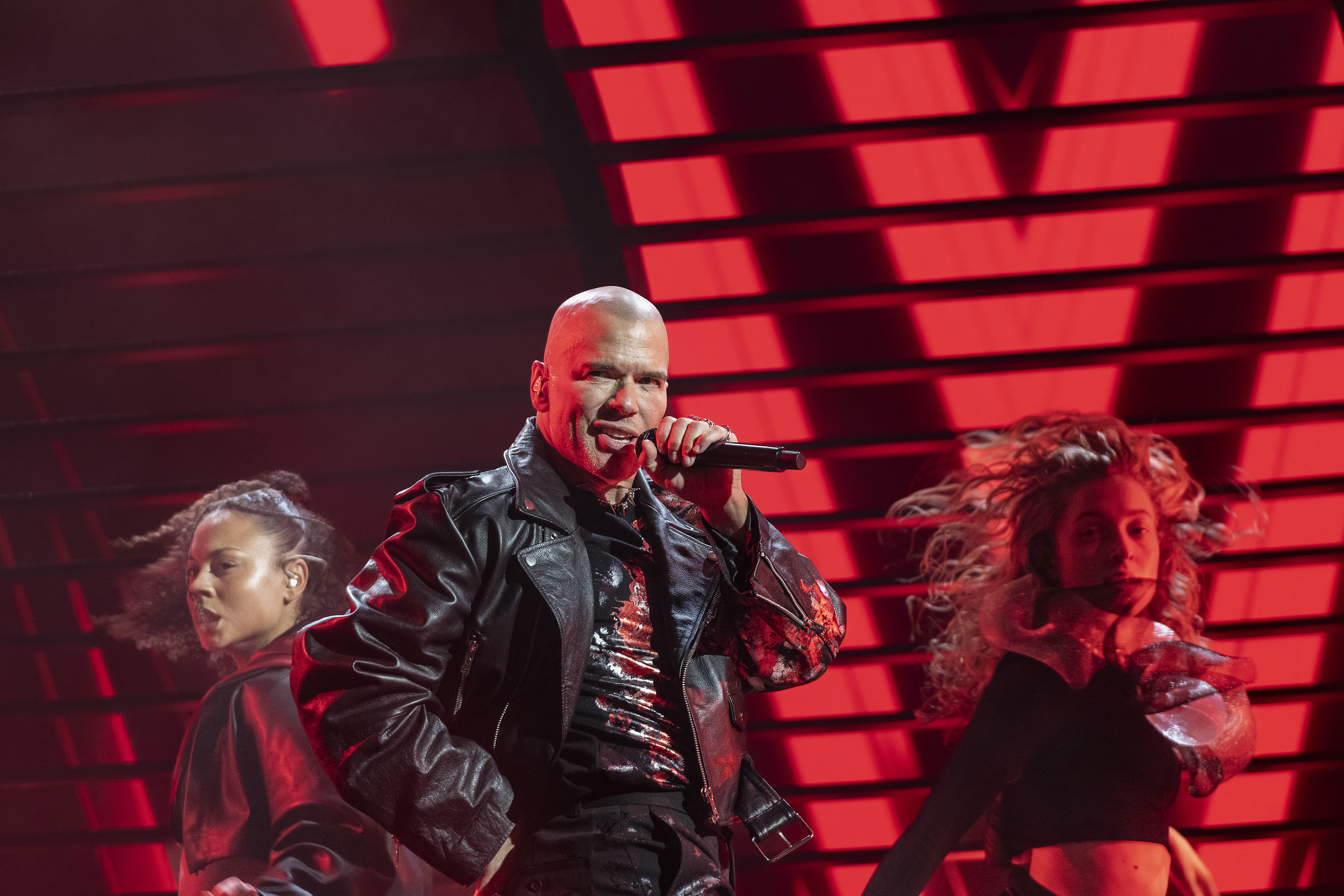
Andreas Lundstedt på Melodifestivalen i Malmö 2025, repetition fredag

## Diskografi

### Soloalbum
- 1996: Andreas Lundstedt

### Solosinglar
- 1996: Driver Dagg Faller Regn
- 1996: Driver Dagg Faller Regn – Summer Mixes
- 1996: Hey-Ya Hey-Ya
- 1997: Jag Saknar Dig, Jag Saknar Dig
- 2006: Lovegun/Nightfever
- 2006: Dollar Queen (Web-sale only)
- 2007: Move
- 2025: Vicious

### Six4onealbum
- 2006: If We All Give a Little (Album)

### Six4onesinglar
- 2006: If We All Give A Little